# Clara Herrmann (Politikerin)
Clara Herrmann (* 28. März 1985 in West-Berlin) ist eine deutsche Politikerin der Partei Bündnis 90/Die Grünen. Sie war von 2006 bis 2016 Mitglied des Berliner Abgeordnetenhauses. Seit Dezember 2016 war sie Bezirksstadträtin im Bezirk Friedrichshain-Kreuzberg und seit 6. Dezember 2021 ist sie Bezirksbürgermeisterin des Bezirks.

## Leben
Nach dem Abitur 2004 nahm Herrmann ein Studium der Geographie sowie der Volkswirtschafts- und Betriebswirtschaftslehre an der Humboldt-Universität zu Berlin auf, das sie 2011 als Diplom-Geographin abschloss.

## Politische Laufbahn
Herrmann war seit der Wahl zum Abgeordnetenhaus im September 2006 Mitglied des Berliner Abgeordnetenhauses (MdA). Sie hatte bei den Wahlen 2006 und 2011 im Wahlkreis Friedrichshain-Kreuzberg 4 kandidiert und wurde 2006 über den Platz 21, 2011 über den Platz 11 der Landesliste der Partei ins Landesparlament gewählt. Von 2006 bis 2011 war sie das jüngste Mitglied des Abgeordnetenhauses. In der 17. Wahlperiode war sie Mitglied des Hauptausschusses und des Ausschusses für Verfassungsschutz. Bei den Berliner Wahlen 2016 gelang ihr nicht der Wiedereinzug ins Abgeordnetenhaus. Die Bezirksverordnetenversammlung von Friedrichshain-Kreuzberg wählte sie im Dezember 2016 zur Bezirksstadträtin für Finanzen, Umwelt, Kultur und Weiterbildung.
Herrmann trat zur Wahl der Bezirksverordnetenversammlung 2021 als Kandidatin der Grünen für das Amt der Bezirksbürgermeisterin Friedrichshain-Kreuzberg an und wurde am 6. Dezember 2021 gewählt. Sie hat damit die Nachfolge von Bezirksbürgermeisterin Monika Herrmann angetreten, wobei die Gleichheit der Nachnamen zufällig ist und beide nicht miteinander verwandt sind.

## Partei
Herrmann wurde 2002 Mitglied bei der Grünen Jugend und bei Bündnis 90/Die Grünen. Von Mai 2003 bis Oktober 2006 war sie Mitglied im Landesvorstand der Grünen Jugend Berlin, ab Januar 2004 als Sprecherin. Ab Juni 2005 war sie Mitglied im Präsidium des Bundesausschusses der Grünen Jugend. Von Februar 2005 bis März 2007 gehörte Herrmann außerdem dem erweiterten Landesvorstand von Bündnis 90/Die Grünen Berlin an.